# Lodní prodejny na Brněnské přehradě
Plovoucí prodejny na lodích na Brněnské přehradě provozoval v 50. letech 20. století národní podnik Pramen. Provoz lodních prodejen na Brněnské přehradě skončil zřejmě začátkem 60. let 20. století.
Tyto lodě křižovaly v letní sezóně nádrž po pevném okruhu se stanovišti Osada – Sokolské koupaliště – Krnovec – Mečkov. Po dobu stání na těchto stanovištích si rekreanti mohli koupit občerstvení. Za jeden den lodní prodejna absolvovala dva okruhy. Stanoviště pro doplňování zboží a pro přezimování se nacházelo na Rakovci u samoobsluhy Pramen.

## Lodě
Pramen měl v provozu tři bezejmenné lodě.
První z nich bylo bývalé Veveří, které Dopravní podnik města Brna vyřadil z provozu v roce 1955. Nástavba plavidla byla zcela zrekonstruována v bystrcké loděnici, pohon již nebyl realizován elektromotorem, nýbrž spalovacím motorem, loď byla kompletně vybavena pro potřeby plovoucí prodejny (chladicí boxy, regály, pult). Na Brněnské přehradě sloužila tato loď Pramenu zřejmě do roku 1962.
Druhou lodí byl původně parní inspekční člun Státního plavebního úřadu. Dva tyto čluny byly dodány do Prahy v roce 1905 švýcarskou firmou Escher Wyss & Co. z Curychu. Ve třicátých letech byl parní stroj vyměněn za spalovací motor. Přes Vranovskou přehradu se jeden z člunů nakonec dostal v padesátých letech až do Brna.
Třetí loď byla zřejmě provozována restaurací, která se nacházela vedle samoobsluhy Pramen na Rakovci. Plavidlo bylo vyrobeno z pontonů, na nichž byla umístěna nástavba. Loď byla zřejmě vyrobena v bystrcké loděnici v první polovině 50. let.